# Protosticta rufostigma
Protosticta rufostigma – gatunek ważki z rodziny Platystictidae.